# Бийтълс
„Бийтълс“ (на английски: The Beatles) е британска поп/рок група, създадена през 1960 г. в град Ливърпул, Англия. Основни и постоянни членове на състава са: Джон Ленън (1940 – 1980), Пол Маккартни (1942), Джордж Харисън (1943 – 2001) и Ринго Стар (1940). Групата е смятана от мнозина за най-популярния музикален акт в историята на музиката, повлияла развитието на поп културата, и един от най-ярките символи на контракултурата през 1960-те години на XX век. „Бийтълс“ са най-продаваната музикална група в историята с 600 милиона продадени копия в света.
Преди основаването на „Бийтълс“, Ленън, Маккартни и Харисън свирят в групата „Куоримен“, която след множество промени на имената, се спира на името „Бийтълс“. Новата група гради своята репутация с участия в клубовете на Ливърпул и Хамбург в периода от 1960 до 1963. По това време техен басист е Стюарт Сътклиф; на барабаните се изреждат различни членове, като най-дълго се застоява Пийт Бест, сменен от Ринго Стар малко преди записа на първия сингъл на състава. Корените на „Бийтълс“ започват от скифъл, бийт и рокендрол музиката, популярни във втората половина на 1950-те. Мениджърът Браян Епстайн оформя рок групата като професионален състав, насочен към поп звученето, а продуцента Джордж Мартин разработва студийните им записи. За кратко време бандата постига огромна популярност и на острова се появява така наречената „Бийтълсмания“. Славата на групата минава и отвъд океана, където през 1964 г. повеждат „Британската инвазия“ – налагането на английски рок групи на американския поп пазар. Тяхната популярност е съпътствана с участието на два игрални филма. През 1966 г. Ленън предизвиква международен скандал, обявяващ своята група за „по-популярна от Иисус“.
След средата на 1960-те музиката на бандата придобива по-сложен характер, експериментирайки с различни жанрове като фолк, психеделичен рок и хардрок; включват и елементи от класическата музика, авангардната музика и дори индийската народна музика. Някои от членовете се увличат по хиндуизма и източните философии. „Бийтълс“ прекратяват концертните си участия от 1966 г. и се ориентират към работата в студио, което ражда редица иновативни албуми: Rubber Soul (1965) Revolver (1966), Sgt. Pepper's Lonely Hearts Club Band (1967), The Beatles (наречен „Белия албум“) (1968) и Abbey Road (1969). През 1970 г., след излизането на последния им албум Let It Be, групата се разпада и всеки от тях започва успешна солова кариера. Джон Ленън е застрелян през 1980 г. в Ню Йорк от вманиачен фен, а Харисън умира от рак на белия дроб през 2001 г. Останалите живи членове на Бийтълс – Маккартни и Стар – продължават музикалните си кариери.
„Ливърпулската четворка“ или „Удивителната четворка“ (както често са наричани „Бийтълс“) са най-продаваната музикална група в историята с продадени над 600 милиона записи в света. Те притежават най-много номер едно албуми в британските класации и продават повече сингли от който и да е изпълнител от острова. Позовавайки се на „АЗИА“, „Бийтълс“ са най-продаваните музикални изпълнители в Америка с общо 178 млн. продадени копия. През 2008 г. групата оглавява класацията на „Билборд“ за най-успешните изпълнители на всички времена, участвали в листата Hot 100, като до 2016 г. те държат рекорда за най-много номер едно хитове в Hot 100. Съставът заема първо място и в списъка на списание „Ролинг Стоун“ от 2004 г. на „100-те най-добри изпълнители на всички времена“. Бийтълс получава десет награди „Грами“, една награда „Оскар“ за „най-добра оригинална песен от филм“ и 14 награди „Айвър Новело“. Цялата група е включена в Залата на славата на рокендрола през 1988 г., а всеки от членовете поотделно е приет индивидуално в периода от 1994 до 2015. Също така „Бийтълс“ заемат място и в класацията на списание „Тайм“ „Време 100: Най-важните хора на века“ в категорията „Артисти и шоумени“.

## История на групата

### Куоримен и формиране (1957 – 1960)
През март 1957 г. шестнадесетгодишният Джон Ленън сформира скифъл група заедно с още няколко приятели от училището „Куори Бенк“ в Ливърпул. Първоначално се наричат „The Blackjacks“, но след като разбират, че има друга банда с такова име се прекръстват на „Куоримен“ (The Quarrymen – Хората от Куори). На 6 юли същата година един от членовете на състава запознава Ленън с петнайсетгодишния Пол Маккартни. Няколко дни по-късно Пол се включва в групата на ритъм китара. На 6 февруари 1958 година Джордж Харисън е поканен от своя приятел Пол да гледа изпълнения на Куоримен в зала „Уилсън“. Джон е впечатлен от момчето, което знае повече акорди от всички останали, но се колебае за възрастта му – само 14 години. След прослушване, проведено през март, Харисън е приет за соло китарист в Куоримен.
Разнообразието от скифъл групи, голяма част от тях значително по-добри от Куоримен, довеждат до това през януари 1959 в групата да останат само: Джон, Пол и Джордж. Ленън записва да учи в „Колежа по изкуства“ в Ливърпул. Тримата китаристи взимат участие под различни наименования: „Джони енд дъ Муундогс“ (Johnny and the Moondogs), „Рейнбоус“ (The Rainbows – Дъгите) и „Мууншайнърс“ (Moonshiners – Контрабандистите), а често запазват и предишното си название, понеже с него са натрупали вече някаква популярност. Барабанистите се менят постоянно. През лятото на същата година в Англия се популяризира т.нар. „бийт“ движение (от „beat“ – удар), което смесва рокендрол, ду-лоп, скифъл и арендби музика.
В началото на 1960 г. в състава се включва приятел на Ленън от колежа – Стюарт Сътклиф, наричан „Стю“. Сътклиф няма никакви музикални умения, но след като продава няколко от своите картини, посъветван от Джон, си купува бас китара. Той предлага на бандата да промени името си „Бийтълс“ („The Beetles“ – Бръмбарите), като реверанс към покойния Бъди Холи и групата му „Крикетс“ („The Crickets“ – Щурците). Ленън взима предвид вметката на своя приятел, както и „бийт“ музиката, и измисля името „The Beatles“ (смесица от beetles и beat). Джон и приятелите му използват това име преди май 1960 г., когато са избрани от мениджъра Лари Парнс за подгряваща група на певеца Джони Джентъл в турнето му в Шотландия. Бандата променя името си на „The Silver Beetles“ (Сребърните бръмбари). В началото на юли то става „The Silver Beatles“ и посредата на август само „The Beatles“.

### Ранни години (1960 – 1962)
След като неофициалният мениджър на групата Алън Уилямс успява да им уреди договор за участие в клуб в Хамбург, Западна Германия, за тях става належащо да си намерят барабанист и на 12 август 1960 година те канят Пийт Бест да се присъедини към групата. Четири дни по-късно Бийтълс заминават за Хамбург, където свирят 48 вечери в Индра Клуб и за кратко в Кайзеркелер. След това те прекратяват договора си със собственика на тези клубове Бруно Кошминдер и се преместват в конкурентния Топ Тен Клуб. Кошминдер съобщава на властите, че Джордж Харисън е прекалено малък, за да работи, и на 21 ноември той е депортиран от Западна Германия. Седмица по-късно Маккартни и Бест са арестувани за палеж, след което също са депортирани. Ленън се връща в Ливърпул в средата на декември, а Сътклиф остава в Хамбург с германската си годеница Астрид Кирхер. Групата свири отново заедно на 17 декември в Касба Кофи Клъб в Ливърпул, като Сътклиф е заместен от Час Нюби.
Бийтълс се връщат в Хамбург през април 1961 година и отново свирят в Топ Тен Клуб. Те са наети от певеца Тони Шеридан, работещ в същия клуб, за да свирят като поддържаща група в поредица негови записи в Западна Германия. След първите записи на 22 юни, продуцентът му Берт Кемпферт сключва договор и с Бийтълс. На 31 октомври Полидор Рекърдс издава от името на Тони Шеридан и Бийт Брадърс сингъла „My Bonnie“, който влиза в западногерманските класации. Когато групата се завръща в Ливърпул, Стюарт Сътклиф решава да остане в Хамбург с Астрид Кирхер, поради което Пол Маккартни с нежелание поема бас китарата. След като Браян Епстайн става мениджър на групата през януари 1962 година, Кемпферт се съгласява да ги освободи от договора им с Полидор. Компанията Дека Рекърдс отказва да работи с тях и те сключват договор с продуцента Джордж Мартин от Парлофон. При завръщането на Бийтълс в Хамбург те са посрещнати от трагична новина – на 10 април Стю Сътклиф умира от мозъчен кръвоизлив.
След първите записи на Бийтълс в студиото Аби Роуд Джордж Мартин се оплаква на Ъпстейн от свиренето на барабаниста Бест и предлага групата да използва студиен музикант на ударните инструменти. Бест е освободен от групата и мястото му заема Ринго Стар. Дотогава той участва в групата Рори Сторм и Хърикейнс, като е свирил и с Бийтълс, замествайки Бест, когато той е болен. Мартин все пак наема барабаниста Анди Уайт за една сесия и той свири в песните „Love Me Do“ и „P.S. I Love You“. През октомври 1962 година излиза сингълът „Love Me Do“, който се качва до 17-о място в класациите във Великобритания. През ноември групата записва втория си сингъл, „Please Please Me“, последван от телевизионния им дебют, изпълнение на живо в програмата за регионални новини „People and Places“. С нарастването на популярността им във Великобритания, Бийтълс са обсипани с хвалебствия, предвещаващи предстоящата Бийтълмания. Последните им изяви в Хамбург са през ноември и декември 1962 година. За малко повече от година и половина там, те имат изпълнения през 270 вечери.

### Бийтълмания и турнета (1963)

#### Популярност във Великобритания,„Please Please Me“и„With The Beatles“
Веднага след умерения успех на „Love Me Do“ сингълът „Please Please Me“ е по-успешен и достига второ място в британската класация след издаването си през януари 1963 година. Джордж Мартин първоначално възнамерява да запише дебютния албум на групата на живо в Кавърн Клъб, но не одобрява акустиката му и решава да направи записите в студиото Аби Роуд. Включени са десет песни, характерни за репертоара на Бийтълс по това време, както и четирите, издавани преди това като сингли.
Издаден през март 1963 година, албумът „Please Please Me“ достига първо място в британската класация. С това поставя началото на поредица, включваща единадесет от дванадесетте студийни албума на Бийтълс, които стават първи във Великобритания. Третият сингъл на групата, „From Me to You“, излиза през април и също оглавява класацията, като с него започва почти непрекъсвана поредица от седемнадесет сингъла, достигнали първо място, при общо осемнадесет през следващите шест години. Четвъртият сингъл, издаденият през август „She Loves You“, става най-бързо продаваният сингъл във Великобритания дотогава, като за по-малко от четири седмици са продадени 750 хиляди копия. Това е и първият им сингъл, продаден в повече от 1 милион копия, и най-продаваният запис във Великобритания до 1978 година, когато е надминат от „Mull of Kintyre“ на групата на Пол Макартни Уингс.
През 1963 година се появява и известната емблема на Бийтълс с удължената буква „T“, нарисувана от дизайнера и продавач на музикални инструменти Айвър Арбитър. Тя е използвана за първи път на бас барабан, закупен от Ъпстейн и Ринго Стар от магазина на Арбитър в Лондон. През първата половина на годината групата прави три турнета във Великобритания – четириседмично турне през февруари и две триседмични турнета през март и май-юни. С нарастването на популярността на Бийтълс се появява и френетичното поклонничество пред групата, станало известно като Бийтълмания. Макар и да не са обявявани за водещи музиканти в турнетата, те засенчват останалите изпълнители, сред които утвърдени американски изпълнители, като Томи Роу, Крис Монтес и Рой Орбисън. Изпълненията им навсякъде, по време на турнетата и на множеството еднократни участия из цялата страна, са посрещани с бурен ентусиазъм от крещящи тълпи почитатели. В някои случаи полицията решава да използва водни струи за разпръскване на тълпите, а в Парламента се провеждат дебати във връзка с хилядите полицаи, подложени на риск, за да защитават групата. От 24 октомври шестдневно турне в Швеция става първото участие на групата в чужбина след престоя им в Хамбург. При завръщането си в Лондон те са посрещнати на летище „Хийтроу“ от силен дъжд, хилядна тълпа почитатели и десетки представители на медиите. На следващия ден те започват ново британско турне, което трябва да продължи 6 седмици, като вече групата е безспорния водещ изпълнител.
По това време албумът „Please Please Me“ все още оглавява класацията. Той запазва първото си място в продължение на 30 седмици и е изместен от него от следващия албум на Бийтълс „With The Beatles“, който от своя страна оглавява класацията 21 седмици. Новият албум е записан между юли и октомври и използва в по-голяма степен студийна техника от замисления като записан на живо „Please Please Me“. В противоречие с обичайната практика, „With The Beatles“ е издаден в края на ноември малко преди сингъла „I Want to Hold Your Hand“, който от своя страна не е включен в албума, за да бъдат увеличени продажбите му. Албумът привлича вниманието на утвърдени музикални критици, като Уилям Ман, който дори обявява Ленън и Маккартни за „най-изявените английски композитори на 1963 година“. Той публикува във вестник Таймс поредица от статии с подробни анализи на музиката на Бийтълс. „With The Beatles“ става вторият албум в историята на британските класации, от който са продадени един милион копия, като предишният подобен случай е с музиката от филма „Южен Пасифик“ от 1958 година. В края на 1963 г. Бийтълс участва в първата си благотворителна кампания – на „Оксфам“.

#### Британската инвазия в Съединените щати (1964)
Публикуването на музиката на Бийтълс в Съединените щати, най-големият пазар за популярна музика по това време, първоначално се забавя с близо година, тъй като Кепитъл Рекърдс, американското подразделение на И Ем Ай, отказва да издаде както „Please Please Me“, така и „From Me to You“. Преговорите с независими американски издатели довеждат до издаването на няколко сингъла, но авторските права и отхвърлянето на характерната прическа на членовете на групата създават нови проблеми. Когато Кепитъл Рекърдс започват да издават Бийтълс, вместо да преиздадат оригиналните плочи, те компилират нови албуми за американския пазар и издават сингли по свой избор. Успехът в американските класации идва внезапно след съобщение в новините за Бийтълманията във Великобритания, което принуждава Кепитъл Рекърдс спешно да издаде „I Want to Hold Your Hand“ през декември 1963 година. Няколко седмици след това трябва да се състои концертният дебют на групата в Съединените щати.
Когато Бийтълс заминават за Съединените щати на 7 февруари 1964 година, около 4 хиляди почитатели се събират край летище „Хийтроу“, махайки и крещейки, докато самолетът излита. През предходните две седмици „I Want to Hold Your Hand“ е продаден в 2,6 милиона копия в Съединените щати, но членовете на групата все още се притесняват как ще бъдат приети. На нюйоркското летище „Джон Кенеди“ те са посрещнати от друга шумна тълпа, оценявана на около 3 хиляди души. Два дни по-късно те участват за пръв път в предаване на живо по американска телевизия в Шоуто на Ед Съливан и са гледани от около 74 милиона зрители, над 40% от населението на страната. Ден по-късно първият им концерт в Уошингтън Колизиъм поставя началото на Бийтълманията в Съединените щати. На следващия ден, отново в Ню Йорк, те пак постигат успех в Карнеги Хол. Групата участва повторно в седмичното Шоу на Ед Съливан преди да се завърне във Великобритания на 22 февруари.
През седмицата от 4 април Бийтълс заемат 12 позиции в класацията Билборд Хот 100, включително първите пет. През същата седмица е издадена и трета им американска дългосвиреща плоча. И трите първи албума достигат първо или второ място в американската класация. Популярността на Бийтълс предизвиква в Съединените щати безпрецедентен интерес към британската музика. Няколко други британски изпълнители дебютират успешно на американска сцена и в медиите започва да се говори за Британска инвазия. Прическите на членовете на Бийтълс, необичайно дълги за това време и често подлагани на подигравки от мнозина, се разпространяват широко сред младежта и се превръщат в емблема на разцъфтяващата младежка култура.
През юни Бийтълс правят международно турне, като изнасят 32 успешни концерта за 19 дни в Дания, Хонконг, Австралия и Нова Зеландия. В началото на турнето Ринго Стар е болен и на барабаните е Джими Никол. През август те са отново в Съединените щати с 30 концерта в 23 града. Предизвиквайки отново огромен интерес, едномесечното турне събира между десет и двадесет хиляди зрители на всеки половинчасов концерт от Сан Франциско до Ню Йорк. В същото време по време на изпълненията е трудно да бъде чута групата. Сценичното озвучаване по това време е със скромни възможности и трудно се конкурира с шума от крещящите тълпи почитатели. Принудени да приемат, че нито те, нито публиката могат да чуят подробностите от изпълнението, членовете на групата са все по-недоволни от концертните си турнета. В края на августовското турне членовете на Бийтълс се запознават в Ню Йорк с Боб Дилън, който ги посещава в хотелската им стая и за пръв път им дава да пушат марихуана.

#### „A Hard Day's Night“,„Beatles for Sale“,„Help!“и„Rubber Soul“
Незаинтересоваността на Кепитъл Рекърдс през 1963 година не остава незабелязана и конкурентната компания Юнайтед Артистс предлага на Бийтълс договор за създаване на филм, надявайки се, че това ще доведе и до сделка за звукозаписи. Режисиран от Ричард Лестър, филмът „Нощ след тежък ден“ ангажира групата за шест седмици през март-април 1964 година. Той е псевдодокументален, като членовете на групата играят самите себе си. Премиерите на филма в Лондон и Ню Йорк са съответно през юли и август, като той постига международен успех. Придружен е от саундтрак албума „A Hard Day's Night“, който е важна стъпка в откъсването от първоначалните влияния в първите им два албума и намирането на свой собствен стил.
„Beatles for Sale“, четвъртият студиен албум на Бийтълс, се свързва с появата на сблъсък между комерсиалност и креативност в тяхната работа. Записан между август и октомври 1964 година, той трябва да продължи формата на „A Hard Day's Night“, който, за разлика от първите им албуми, не съдържа кавър версии. Обсъждайки проблемите, които постоянните международни турнета предизвикват при писането на песни, Джон Ленън признава, че създаването на нов материал се превръща в сериозен проблем. В крайна сметка в албума са включени шест кавър версии. Издаден в началото на декември, албумът съдържа осем авторски песни, които изпъкват сред останалите, показвайки творческото съзряване на тандема Ленън-Маккартни.
През април 1965 година Джон Ленън и Джордж Харисън гостуват на своя зъболекар, който подправя кафето им с ЛСД. По-късно двамата продължават да експериментират с този халюциноген, понякога с участието на Ринго Стар. Пол Маккартни първоначално се колебае, но на следващата година също започва да взима ЛСД, като става първият член на групата, коментирал публично този въпрос. Бийтълс се оказват в центъра на обществен скандал през юни 1965 година, когато кралица Елизабет II, по предложение на премиера Харолд Уилсън, ги удостоява с Ордена на Британската империя. Дотогава отличието е давано главно на участници във войните и на висши политици, което сега кара някои консервативни членове на Ордена да върнат отличието в знак на протест.
„Помощ!“, вторият филм на Бийтълс, отново е режисиран от Ричард Лестър, а премиерата му е през юли 1965 година. Описван като „преди всичко безмилостна пародия на Бонд“, филмът е приет със смесени чувства от критиката и от самата група. Маккартни казва: „Помощ! беше супер, но не беше нашият филм – бяхме нещо като гостуващи звезди. Беше забавен, но по същество, като идея за филм, беше малко погрешен.“ Саундтракът е доминиран от Ленън, който е водещ вокалист и автор на повечето песни, включително на двата сингъла „Help!“ и „Ticket to Ride“. Петият студиен албум на групата, който излиза заедно с филма и носи същото заглавие, отново съдържа смесица от собствен материал и кавър версии. В „Help!“ са използвани повече звукови ефекти, а аранжиментите включват и класически инструменти, например струнния квартет в поп баладата „Yesterday“. Композирана от Маккартни, песента е вдъхновила най-големият брой записани кавър версии в историята. Последната песен в албума, „Dizzy Miss Lizzy“, става последната кавър версия, включена в албум на Бийтълс. С изключение на включената в „Let It Be“ народна песен „Maggie Mae“, следващите им албуми съдържат само авторски песни.
Третото посещение на Бийтълс в Съединените щати започва на 15 август 1965 година с първия концерт на голям стадион в историята, изпълнен пред 55 600 души на Ший Стейдиъм в Ню Йорк. Той е последван от още 9 успешни концерта в други американски градове. В края на турнето членовете на групата се запознават с Елвис Пресли, един от основните им вдъхновители, който ги кани у дома си. През септември в Съединените щати се появява анимационен сериал, посветен на групата. В продължение на две години се създават нови епизоди, а повторения се излъчват до 1969 година.
Албумът „Rubber Soul“, издаден в началото на декември 1965 година, е приветстван от критиката като нова стъпка към съзряването на групата и усложняването на музиката им. След експериментите с класически инструменти в „Help!“, използването на ситар в песента „Norwegian Wood (This Bird Has Flown)“ е доказателство за продължаващото развитие на музиката на Бийтълс извън традиционните граници на рок музиката. С „Rubber Soul“ Ленън и Маккартни започват все повече да пишат самостоятелни песни, макар че официално те продължават да излизат като съавторски. Тематичният обхват на текстовете също се разширява и задълбочава. Те стават все по-добри и публиката започва да търси в тях скрит смисъл. Така някои разсъждения свързват „Norwegian Wood“ с марихуаната. По това време се появяват и признаци за напрежение между членовете на групата.

### Студиен период и разпадане

#### Навечерието на последното турне (1966)
През юни 1966 година „Yesterday and Today“, един от компилационните албуми, създадени от Кепитъл Рекърдс за американския пазар, предизвиква негативни реакции със своята обложка, показваща усмихнатите членове на групата, облечени в касапски престилки и заобиколени от сурово месо и парчета от пластмасови кукли. Според популярна, но непотвърдена версия, това решение на обложката е реакция на начина, по който Кепитъл Рекърдс изтърбушват албумите им. Хиляди копия на албума получават нова обложка, залепена върху оригиналната, а на търг през 2005 година едно нецензурирано копие е продадено за 10 500 долара. По време на турне във Филипините месец след скандала с „Yesterday and Today“ Бийтълс неволно обиждат Имелда Маркос, съпругата на местния диктатор, отказвайки нейна покана за закуска. Последвалите масови безредици поставят безопасността им под въпрос и те са принудени да напуснат страната.
Почти веднага след завръщането на групата във Великобритания, тя е изправена пред нов скандал – американски консервативни групи, сред които и Ку Клукс Клан, реагират остро срещу реплики на Джон Ленън в дадено през март интервю. В него той изказва мнението си, че християнството загива и че Бийтълс вече са „по-популярни от Иисус“. Непосредствено след интервюто репликата остава незабелязана в Англия, а скандалът се разразява след неговото отпечатване в американското младежко списание „Дейтбук“ пет месеца по-късно. Той става повод и за забраната за излъчване на песни на Бийтълс в Южноафриканската република, останала в сила до 1971 година. Браян Епстайн обвинява „Дейтбук“, че е поставило изказването извън първоначалния контекст, а самият Ленън отбелязва, че ако беше казал, че телевизията е по-популярна от Исус, може би щеше да му се размине. Той заявява, че е имал предвид само начина, по който останалите гледат на Бийтълс, но се извинява на засегнатите.
Докато се подготвят за американското турне, Бийтълс вече знаят, че музиката им надали ще бъде чута. Първоначално те използват усилватели Vox AC30, които по-късно заменят с по-мощни 100-ватови, които са специално проектирани от Vox за тях през 1964 година, но сега и те са недостатъчни. Полагаща непрекъснати усилия да се съревновава с шума от крещящите почитатели, групата все повече се разочарова от рутинните концерти. Осъзнавайки, че представленията им вече не се посещават заради музиката, те решават турнето им през август да бъде последно.

#### „Revolver“и„Sgt. Pepper's Lonely Hearts Club Band“(1966 – 1967)
Албумът „Rubber Soul“ е важна стъпка в историята на групата, а „Revolver“, издаден през август 1966 година, седмица преди последното им турне, бележи друг важен етап. Критикът Скот Плагенхоф го определя като „звукът на група, израснала до върховна увереност“ и „предефиниращ очакванията към популярната музика“. „Revolver“ включва усложнени аранжименти, студийни експерименти и много широк спектър от музикални стилове, от иновативни класически струнни аранжименти до психеделичен рок. Отказвайки се от обичайната снимка на групата, неговата корица (по дизайн на Клаус Форман, приятел на групата от техния престой в Хамбург) представлява „отчетлив артистичен черно-бял колаж, карикатура на „Бийтълс“ в графичен стил, заимстван от Обри Биърдсли“. Албумът е предшестван от сингъла „Paperback Writer“ с „Rain“ на задната страна. За двете песни са подготвени кратки промоционни филми – определяни от историкът на културата Сол Остерлиц като „едни от първите истински музикални клипове“, те са излъчени в телевизионните предавания „Ед Съливан Шоу“ и „Топ ъф дъ Попс“ през юни 1966 година.
Сред експерименталните песни, включени в „Revolver“, е „Tomorrow Never Knows“, текстът на която Ленън извлича от книгата на Тимъти Лири „Психиделичното преживяване“. В „Eleanor Rigby“ на Маккартни е използван струнен октет, а песента е описвана от критици като „същински хибрид, неотговарящ на никакъв разпознаваем стил или жанр“. Харисън се развива като автор на песни и три негови композиции са включени в албума. През 2003 година „Ролинг Стоун“ класира „Revolver“ като третия най-велик албум на всички времена. Но по време на американското турне, последвало неговото издаване, групата не изпълнява песни от албума. По думите на Крис Ингам те са до голяма степен „студиен продукт... и не е възможно четиричленна рокендрол група да им отдаде дължимото, особено през заглушителната стена от викове на феновете. „Бийтълс на живо“ и „Бийтълс в студио“ се превърнаха в две напълно различни животни.“ Последният концерт от турнето в „Кендълстик Парк“ в Сан Франциско на 29 август остава и последният комерсиален концерт на групата. Той бележи края на четиригодишен период на почти непрекъснати турнета, включващи над 1400 концертни прояви в различни части на света.
Освободили се от напрежението на турнетата, „Бийтълс“ възприемат все по-експериментален подход със записването на „Sgt. Pepper's Lonely Hearts Club Band“, започнало в края на ноември 1966 година. Според инженера Джеф Емерик записите на албума отнемат над 700 часа. Той си спомня настояването на групата „всичко в „Sgt. Pepper“ да бъде различно. Имахме микрофони направо в коремите на духовите инструменти и превърнати в микрофони слушалки, прикрепени към цигулките. Използвахме гигантски примитивни осцилатори, за да изменяме скоростта на инструментите и вокалите, и имахме ленти, накъсани на парчета и слепени обратно надолу с главата и със задното отпред.“. В части от „A Day in the Life“ участва оркестър с 40 инструмента. Първият резултат от записите е сингълът „Strawberry Fields Forever“/"Penny Lane", излязъл през февруари 1967 година, последван от албума през юни. Музикалната усложненост на записите, постигната с относително примитивна четирипистова звукозаписна техника, удивлява тогавашните музиканти. Сред музикалните критици одобрението на албума е практически всеобщо.
„Sgt. Pepper“ е първият широко известен поп или рок албум, включващ пълните текстове на песните, отпечатани на задната страна на обложката. Тези текстове стават предмет на критически анализ, например в края на 1967 година албумът е анализиран от американския професор и литературен критик Ричард Пойриър, който отбелязва, че студентите му „слушат музиката на групата със степен на ангажираност, на която той, като преподавател по литература, може само да завижда“. Пойриър идентифицира явление, което описва като „смесена алюзивност“: „Прибързано е изобщо да се приеме, че те правят само едно нещо или се изразяват в само един стил... един вид чувство спрямо даден обект не е достатъчен... всяко отделно предизвикано чувство често трябва да съществува в контекста на привидно противоречащи му алтернативи“. По това време Пол Маккартни казва: „Ние пишем песни. Ние знаем, какво имаме предвид с тях. Но след седмица някой друг казва нещо за тях и ти не можеш да го отречеш... Ти влагаш свое собствено значение на твоето собствено ниво в нашите песни.“ Усложнената обложка на албума също привлича значителен интерес и изследвания. Колажът по дизайн на поп арт художниците Питър Блейк и Ян Хауърт показва „Бийтълс“ като измислената група, описана в заглавната песен на албума, застанали пред тълпа от известни личности. Дебелите мустаци на членовете на групата отразяват засилващото се влияние на хипи стила, а културният историк Джонатан Харис описва техните „ярко оцветени пародии на военни униформи“ като съзнателна „антиавторитарна и антисистемна“ демонстрация. През 2003 година списание „Ролинг Стоун“ класира албума на първо място сред 500-те най-велики албума на всички времена.

#### „Magical Mystery Tour“и„Yellow Submarine“(1967 – 1968)
На 25 юни 1967 година „Бийтълс“ изпълняват предстоящия си сингъл „All You Need Is Love“ пред оценяваните на 350 милиона зрители на телевизионното предаване „Our World“, първата глобална телевизионна програма на живо. Издадена седмица по-късно, в разгара на Лятото на любовта, песента се превръща в химн на хипи движението.
Два месеца по-късно групата преживява загуба, която се превръща в тежко сътресение за кариерата им. След като се запознават с Махариши Махеш Йоги в Лондон, на 25 август те заминават да го посетят в Бангор. Два дни по-късно им съобщават, че техният мениджър Браян Епстайн е починал на 32 години. Според разследването причина за смъртта е инцидентна свръхдоза карбитол, но според слуховете става дума за самоубийство. Ъпстейн е в нестабилно емоционално състояние заради лични проблеми. Смъртта му оставя групата дизориентирана и с опасения за бъдещето. Джон Ленън си спомня: „Ние се сринахме. Знаех, че сме в големи неприятности. Всъщност изобщо не се заблуждавах за нашите способности да правим нещо друго, освен да свирим, и бях уплашен. Мислех си, „сега го закъсахме“. Тогавашната съпруга на Харисън Пати Бойд си спомня: „Пол и Джордж бяха в пълен шок. Не мисля, че би било по-зле, ако бяха чули, че собствените им бащи внезапно са умрели.“ При събиране на групата през септември Пол Макартни препоръчва да продължат с „Magical Mystery Tour“.
Саундтракът на едноименния филм е издаден във Великобритания като двойна EP плоча (първото британско издание в този формат) в началото на декември 1967 година. Албумът продължава в психеделичното русло на „Sgt. Pepper“, но по искане на групата обложката подчертава идеята, че той е филмов саундтрак, а не продължение на „Sgt. Pepper“. В Съединените щати саундтракът е издаден под същото име като LP плоча, включваща още песни от последните сингли на групата. В първите три седмици след издаването си, албумът поставя рекорд за първоначални продажби на дългосвирещи плочи на „Кепитъл Рекърдс“ и става единствената компилация на „Кепитъл“, добавена по-късно в официалния канон на студийните албуми на групата.
„Magical Mystery Tour“ е излъчен за пръв път на 26 декември пред публика от близо 15 милиона души. Режисиран главно от Пол Маккартни, филмът става първият критически неуспех на групата във Великобритания. Той е отхвърлен като „откровен боклук“ от „Дейли Експрес“, „Дейли Мейл“ го нарича „колосална самонадеяност“, а „Гардиан“ – „един вид фантастична моралистична пиеса за грубостта и топлината, и глупостта на публиката“. Въпреки внушителната първоначална аудитория, критиките в печата карат американските телевизии да изгубят интерес към излъчването на филма.
Групата е по-слабо ангажирана с анимационния филм „Yellow Submarine“, в който се появява само в кратък игрален епизод. С премиера през юни 1968 година, филмът представя рисувани версии на членовете на групата и саундтрак с 11 от техните песни, включително четири неиздавани дотогава студийни записа. Критиката одобрява филма, заради неговата музика, хумор и новаторски визуален стил. Седем месеца след премиерата е издадена грамофонна плоча със саундтрака, включваща четирите нови песни, заглавната „Yellow Submarine“ (вече издавана в „Revolver“), „All You Need Is Love“ (вече издавана като сингъл и в американския албум „Magical Mystery Tour“) и седем инструментални парчета, композирани от Мартин.

#### Престой в Индия, „Епъл Корпс“ иThe White Album(1968 – 1969)
През февруари 1968 година „Бийтълс“ посещават ашрама на Махариши Махеш Йоги в Ришикеш, за да вземат участиве в организирана от него тримесечна медитация. Престоят им в Индия е един от най-продуктивните периоди на групата, довел до създаването на множество песни, включително повечето в техния следващ албум. От друга страна, Ринго Стар си тръгва след само десет дни, не понасяки храната, а Пол Маккартни в крайна сметка се отегчава и заминава месец по-късно. За Ленън и Харисън творческият период преминава в съмнения, след като техния сътрудник Меджик Алекс заявява, че Махариши се опитва да ги манипулира. Когато той обвинява Махариши в сексуални предложения към участнички в медитацията, Ленън е убеден и внезапно напуска само два месеца след нейното начало, вземайки със себе си все така неубедения Харисън и целия им антураж. Силно ядосан, Ленън пише язвителна песен за Махариши, озаглавена официално „Sexy Sadie“, за да се избегнат евентуални правни усложнения. Маккартни заявява: „Направихме грешка. Мислехме, че у него има нещо повече от това, което се оказа.“
През май Ленън и Маккартни пътуват до Ню Йорк за официалното откриване на новото бизнес начинание на „Бийтълс“ – „Епъл Корпс“. Предприятието е основано няколко месеца преди това като част от план за спестяване на данъчни разходи, но групата решава да го използва и за други цели, включително продажба на записи, пацифистки акции и образование, по думите на Маккартни, „нещо като западен комунизъм“. Начинанието изцежда групата финансово с поредица от неуспешни проекти, ръководени от членове на техния антураж, често без нужните способности и опит. Сред множеството подразделения на компанията са „Епъл Електроникс“, оглавявана от Маджик Алекс, и „Епъл Ритейлинг“, която открива просъществувал за кратко „Епъл Бутик“ в Лондон. По-късно Харисън разказва: „Като цяло, беше хаос... Джон и Пол бяха увлечени от идеята и пропиляха милиони, а Ринго и аз просто трябваше да се примирим.“
През 1968 издават двойния албум The White Album. През тази година групата прекарва известно време в Индия.

#### „Abbey Road“,„Let It Be“и разпадане (1969 – 1970)
През 1969 година напрежението и неразбирателствата в групата се засилват. Все по-ясно започват са се открояват индивидуалните вкусове и стилове на отделните членове. По това време Джон Ленън формира романтично и професионално партньорство с Йоко Оно. Някои среди обвиняват нея и я сочат като главна причина за разпадането на групата, но истината е, че отчуждението вече е започнало. През септември 1969 година Джон заявява на групата, че напуска. Останалите успяват да го убедят да не го обявява публично, докато не излезе последният албум на групата. Разпадането на Бийтълс е обявявено през април 1970, един месец преди да излезе последният им, може би най-успешен албум Let It Be и документалният филм със същото заглавие. Пол Маккартни не е доволен от много от песните, счита ги за незавършени и се опитва да спре албума, но неуспешно. Официално със съдебни документи групата престава да съществува на 31 декември 1970 година.

### След Бийтълс
Джордж Харисън: продължава соловата си кариера и издаването на албуми до смъртта си на 58-годишна възраст през 2001 от рак на белите дробове. Участва в концерти с Дийп Пърпъл, Боб Дилън, Принс и на фестивала в Сан Ремо. Интересува се дори от българска народна музика, впечатление му прави хор „Мистерията на българските гласове“ с необичайното си звучене.
Джон Ленън: участва в различни политически акции, пацифист, през 1971 излиза албумът му Imagine („Представи си“). След дълги борби с имиграционните власти в САЩ, най-накрая му е позволено да остане да живее в страната през 1975. През същата година му се ражда син, когото наричат Шон. Джон Ленън официално прекратява музикалната си кариера и с удоволствие се заема с отглеждането и възпитанието на сина си. През 1980 г. възобновява кариерата си, но на 8 декември 1980 година вечерта е застрелян на прага на нюйоркския си апартамент. Той е само на 40 години. По цял свят в продължение на часове радиостанциите и телевизията предават песни на Бийтълс и Джон Ленън.
Пол Маккартни: създава група на име Wings („Крила“) и дълго време гастролира с жена си Линда. След нейната смърт продължава соловата си кариера. Записан е в книгата на Гинес като най-успешния музикант за всички времена.
Ринго Стар: продължава да прави турнета със състава си All Starr Band, да издава албуми и да участва във филми.

## Членове на групата
| Период      | Китара, вокал, композитор | Бас китара, вокал, композитор | Китара         | Бас китара     | Ударни    |
| ----------- | ------------------------- | ----------------------------- | -------------- | -------------- | --------- |
| 1960 – 1961 | Джон Ленън                | Пол Маккартни                 | Джордж Харисън | Стюарт Сътклиф | Пийт Бест |
| 1961 – 1962 | Джон Ленън                | Пол Маккартни                 | Джордж Харисън |                | Пийт Бест |
| 1962 – 1970 | Джон Ленън                | Пол Маккартни                 | Джордж Харисън | Ринго Стар     |           |

## Дискография

### Студийни албуми
- Please Please Me (1963)
- With the Beatles (1963)
- Introducing...The Beatles (издаден в САЩ) (1964)
- Meet the Beatles! (издаден в САЩ) (1964)
- Twist and Shout (издаден в Канада) (1964)
- The Beatles' Second Album (издаден в САЩ) (1964)
- The Beatles' Long Tall Sally (издаден в Канада) (1964)
- A Hard Day's Night (1964)
- Something New (издаден в САЩ) (1964)
- Beatles for Sale (1964)
- Beatles'65 (издаден в САЩ) (1964)
- Beatles VI (издаден в САЩ) (1965)
- Help! (издаден във Великобритания и САЩ) (1965)
- Rubber Soul (издаден във Великобритания и САЩ) (1965)
- Yesterday and Today (издаден в САЩ) (1966)
- „Revolver“ (1966)
- „Sgt. Pepper's Lonely Hearts Club Band“ (издаден във Великобритания и САЩ) (1967)
- „Magical Mystery Tour“ (издаден във Великобритания и САЩ) (1967)
- „The Beatles“ („The White Album“) (1968)
- „Yellow Submarine“ (издаден във Великобритания и САЩ) (1969)
- „Abbey Road“ (издаден във Великобритания и САЩ) (1969)
- „Let It Be“ (издаден във Великобритания и САЩ) (1970)

### Концертни албуми
- Live! at the Star-Club in Hamburg, Germany; 1962 (издаден във Великобритания и САЩ) (1977)
- The Beatles at the Hollywood Bowl (издаден във Великобритания и САЩ) (1977)
- First Live Recordings (издаден в САЩ и Канада) (1979)
- Live at the BBC (издаден във Великобритания и САЩ) (1994)
- On Air – Live at the BBC Volume 2 (издаден във Великобритания и САЩ) (2013)